# Монтеверди (Виченца)
Монтеверди је насеље у Италији у округу Виченца, региону Венето.
Према процени из 2011. у насељу је живело 45 становника. Насеље се налази на надморској висини од 27 м.